# Eutèlia
L'eutèlia és la qualitat biològica que presenten algunes espècies animals caracteritzada per la presència d'un nombre constant de cèl·lules somàtiques un cop l'individu en qüestió ha assolit l'estat de maduresa. Aquest nombre constant de cèl·lules somàtiques és el mateix en tots els individus de l'espècie. Els mecanismes cel·lulars que governen el desenvolupament d'aquestes espècies són:
- divisió cel·lular mitòtica, fins que l'individu assoleix l'estat de maduresa
- creixement cel·lular sense divisió (augment en la mida de les cèl·lules però no en el seu nombre)

La majoria d'animals eutèlics són microscòpics, com ara Caenorhabditis elegans (organisme model pertanyent al fílum dels nemàtodes). El sexe masculí d'aquesta espècie presenta 1031 cèl·lules quan ha assolit la maduresa. A banda d'altres espècies de nemàtodes, hi ha més taxons animals que presenten eutèlia, com ara els rotífers, els ascarídids, els larvàcids, els tardígrads i els dicièmids.